# Zwaailap

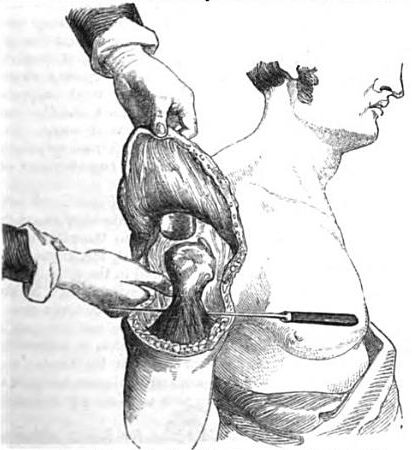
Een zwaailap (gravure uit 1858)

Een zwaailap is een autologe transplantatietechniek uit de plastische en reconstructieve chirurgie. Daarbij maakt men een uitsnede uit de huid, eventueel met onderliggende weefsels zoals een spier, zodanig dat de zo ontstane huidlap nog met een klein deel (de 'steel') vast blijft zitten aan het lichaam. Deze lap wordt gebruikt om aan te brengen op een ander deel van het lichaam waar zich een defect bevindt. Als na enige tijd de lap op de nieuwe plaats is vastgegroeid, wordt de 'steel' doorgesneden, en het eindresultaat eventueel verder chirurgisch aangepast.
Door vaatchirurgie en de komst van microchirurgie worden zwaailappen minder toegepast dan vroeger, omdat het steeds beter mogelijk is om weefsel vrij te transplanteren en ter plaatse de doorbloeding te realiseren.

## Technieken
Autologe transplantaties zijn verplaatsingen van eigen weefsel van een patiënt. Dit kan nodig zijn bij ernstige verbrandingen, ernstige verwondingen, decubitus, of na necrotiserende infecties. Als men niet uitkomt met een dun transplantaat (split skin), dan moet men onderliggend weefsel (vet, eventueel spieren, bot) mee transplanteren. Daarbij is bijzondere aandacht nodig voor de doorbloeding en komt er vaat- en/of microchirurgie aan te pas. Vroeger liet men dan de bloedvaten vanaf de plaats van herkomst intact tot zich nieuwe vaten hadden gevormd en de oude bloedvaten niet meer nodig waren. Om infectie te voorkomen, zorgde men dat de vaten door een goede huidsteel werden beschermd. Eventueel kon men het transplantaat in etappes naar de juiste plek brengen.

### Gesteelde lap
Bij een gesteelde lap worden huid en eventuele onderliggende weefsels naar een ander deel van het lichaam getransplanteerd, waarbij de doorbloeding tot stand gehouden wordt via capillairen.

### Axiale lap
De axiale lap is een type gesteelde lap waarbij er sprake is van behoud van een verbinding met een of enkele grotere grote bloedvaten: ten minste een ader en een slagader. Die zorgen dat de huidlap goed doorbloed blijft en niet zal afsterven. Hierbij is de kans op succes groter dan bij een 'gewone' gesteelde lap, en kunnen grotere lappen worden gebruikt.

### Neusreconstructie

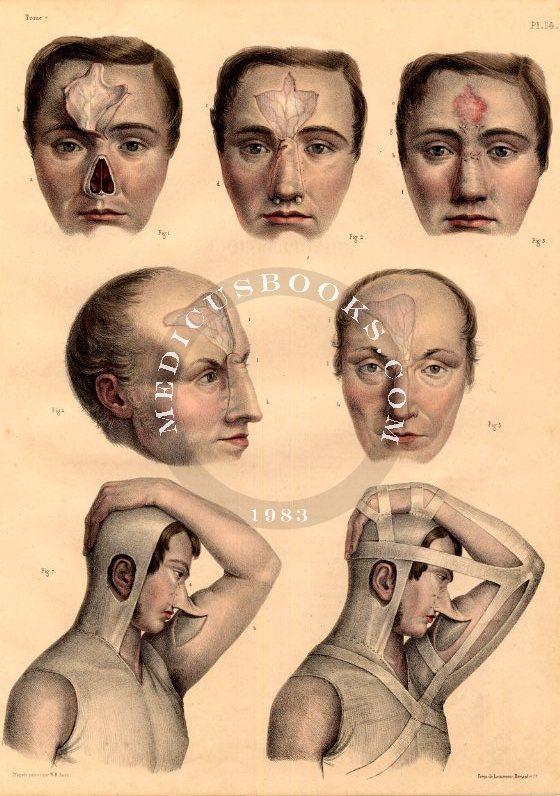
Indiase (boven) en Italiaanse (onder) methode van neusplastiek

Reeds lang geleden bedacht men verschillende methodes om mensen die door mishandeling of anderszins hun neus misten door middel van een gesteeldelapoperatie te helpen met een rhinoplastiek. Hiervoor waren twee methodes bekend:
- De Indiase methode (1000-400 v.Chr.): men snijdt een stuk huid los van het voorhoofd, maakt het los op een klein stukje na, vormt er een neus uit en hecht de nieuwe neus in in het gelaat. Deze groeit in op de nieuwe plek, en na enkele dagen tot weken kan de steel worden verwijderd. Deze methode uit de ayurvedische geneeskunde had zich ook in het Romeinse Rijk verspreid.
- De Italiaanse methode: hierbij wordt de neusstomp begraven onder de huid van de arm. Totdat de steel wordt weggenomen is de patiënt genoodzaakt een moeizame houding aan te nemen. Gaspare Tagliacozzi beschreef deze ingreep in 1587.

## Soorten transplantatie
Er is een term voor iedere vorm van transplantatie:
| Naam                    | Herkomst van weefsel                   | Voorbeelden                                                          |
| ----------------------- | -------------------------------------- | -------------------------------------------------------------------- |
| Autologe transplantatie | van de patiënt zelf                    | plastische chirurgie (huid); orthopedie (bot)                        |
| Allogene transplantatie | weefsel van soortgenoot (homo sapiens) | nier, lever, hart, long, pancreas, beenmerg, huid, bot, hoornvliezen |
| Xenotransplantatie      | weefsel van andere soort               | hartkleppen van varkensweefsel                                       |